# Milena Pires
Milena Pires é uma diplomata timorense. É atualmente diretora da UNIFEM (Fundo das Nações Unidas para o Desenvolvimento das Mulheres) em Timor-Leste, foi vice-presidente do Conselho Nacional (precursora da Assembleia Constituinte, durante a Administração Transitória das Nações Unidas em Timor-Leste - UNTAET), depois Deputada pelo PSD na Assembleia Constituinte e depois no Parlamento Nacional de Timor-Leste, sendo depois deposta do cargo para ocupar as funções de Diretora Nacional da UNIFEM.
Milena Pires é membro de diversas organizações nacionais e internacionais ligadas a defesa dos direitos das mulheres, sendo uma autoridade não só a nível da região, como também mundial nos assuntos do gênero, tendo colaborado com as Nações Unidas para a feitura de inúmeros relatórios sobre as mulheres e participado com artigos em vários livros e revistas internacionais sobre o assunto.
Deixou a política ativa em Timor-Leste, depois de ter sido Diretora de Campanha do atual Presidente da República de Timor-Leste, Xanana Gusmao, embora continue membro do Conselho Nacional do partido político que ajudou a fundar em Timor-Leste, o Partido Social Democrata (PSD).
É casada com Zacarias Albano da Costa, conselheiro da Agência Internacional Americana para o Desenvolvimento (USAID) e tem um filho chamado Hali Zachary.